# Variations on a Theme of Frank Bridge
Variations on a Theme of Frank Bridge (Variacions sobre un tema de Frank Bridge), op. 10, és una obra per a orquestra de corda de Benjamin Britten. Va ser escrita el 1937 a la petició de Boyd Neel, qui va dirigir la seva orquestra a l'estrena d'aquell any al Festival de Salzburg. Va ser l'obra que va portar Britten a tenir una atenció internacional.

## Origen i context
Benjamin Britten va estudiar amb Frank Bridge el 1927. El 1932 va començar un conjunt de variacions sobre un tema d'una de les obres de Bridge, com a tribut al seu mestre, però es va distreure per altres assumptes i l'obra van acabar en un calaix.
El maig de 1937, els organitzadors del festival de Salzburg va convidar Boyd Neel i la seva orquestra (String Orchestra), per dirigir tres obres al festival d'aquell any, en el mes d'agost, només amb una antelació de tres mesos. Una d'aquelles obres havia de ser inèdita i d'un compositor britànic. Neel coneixia Britten d'haver-lo dirigit en la partitura de la pel·lícula Love From a Stranger del 1936, així que li va preguntar si li podia escriure una feina nova per una orquestra de corda. Britten va acceptar la comissió i va començar immediatament en un conjunt nou de variacions sobre un tema per Bridge. Britten va agafar el segon tema dels Three Idylls for string quartet, op. 6, núm. 2. El primer esborrany el va completar en deu dies, i l'obra va ser plenament acabada el 12 juliol.
Va dedicar la peça "a F.B. un tribut amb afecte i admiració". Ambdós, Bridge i Britten, van assistir a assajos de l'obra.
L'obra va ser estrenada en un concert el 27 d'agost de 1937 a Salzburg. Dos dies abans havia sigut interpretada a Radio Hilversum. L'estrena britànica fou el 5 d'octubre del mateix any.

## Estructura
L'obra s'estructura de la manera següent:
- Introduction and Theme
- Variació 1: Adagio
- Variació 2: March
- Variació 3: Romance
- Variació 4: Aria Italiana
- Variació 5: Bourrée classique
- Variació 6: Wiener Waltzer
- Variació 7: Moto perpetuo
- Variació 8: Funeral March
- Variació 9: Chant
- Variació 10: Fugue and Finale

Cada variació és un gest sobre una qualitat específica de la personalitat de Bridge, però que es reflecteix a través del prisma de la pròpia personalitat de Britten. L'Adagio representa la integritat de Bridge; La March era la seva energia; el Romance el seu encant; l'Aria Italiana el seu humor; el Bourrée la seva tradició; el Wiener Walzer el seu entusiasme; el Moto perpetuo la seva vitalitat; el Funeral March la seva compassió; el Chant era la seva reverència; la Fugue era la seva habilitat (conté un cert nombre de referències a altres obres de Bridge; i el seu afecte mutu apareix en el Finale. Aquestes connexions van ser fetes explícites en la partitura que Britten va presentar a Bridge, però no apareixen en la partitura impresa.
Britten també va imitar els estils d'altres compositors com Gioachino Rossini, Maurice Ravel i Igor Stravinsky.

Paul Kildea escriu de la peça:
 Encara que el tema és tocat en la secció d'obertura, ho és només de forma capritxosa, i només és al final de la peça que es defineix amb pes i claredat. Quan arriba dona sentit a tot el què s'ha sentit abans d'ell, i exigeix que comencem de nou des del principi, i s'escolti la peça una vegada més, aquesta vegada amb les nostres oïdes en alerta.

## Arranjaments de ballet
El 1942 Colin McPhee, un amic proper de Britten, va arranjar les Variacions per a dos pianos, per ser utilitzat pel ballet de Lew Christensen Jinx.
El 1949, Arthur Oldham, l'únic alumne privat que Britten va tenir, va arranjar l'obra per a una gran orquestra simfònica, pel ballet de Frederick Ashton Le Rêve de Léonor. Va tenir la seva primera actuació el 26 d'abril de 1949 al Prince's Theatre de Londres, pel Ballet de Paris de Roland Petit.
Twyla Tharp també va utilitzar la música per a un ballet, How Near Heaven.